# Павлівка (Генічеський район)
Па́влівка — село в Україні, у Генічеській міській громаді Генічеського району Херсонської області, центр сільської ради. Розташоване за 65 км від районного центру та за 38 км від залізничної станції Партизани на лінії Мелітополь—Джанкой. Населення становить 1 916 осіб.

## Історія
05 лютого 1965 року Указом Президії Верховної Ради Української РСР передано Павлівську сільраду Іванівського району до складу Генічеського району.
12 червня 2020 року, відповідно до Розпорядження Кабінету Міністрів України № 726-р «Про визначення адміністративних центрів та затвердження територій територіальних громад Херсонської області», увійшло до складу Генічеської міської громади.
17 липня 2020 року, в результаті адміністративно-територіальної реформи та ліквідації  колишнього Генічеського району увійшло до складу новоутвореного Генічеського району.
Село тимчасово окуповане російськими військами 24 лютого 2022 року.

## Населення

### Мова
Розподіл населення за рідною мовою за даними перепису 2001 року:
| Мова            | Кількість | Відсоток |
| --------------- | --------- | -------- |
| українська      | 1715      | 89.52%   |
| російська       | 178       | 9.29%    |
| білоруська      | 19        | 0.99%    |
| німецька        | 2         | 0.10%    |
| інші/не вказали | 2         | 0.10%    |
| Усього          | 1916      | 100%     |

## Персоналії
У селі народилась Серафи́ма Іва́нівна Ткаче́нко (Пивоварова) (21 липня 1907, Павлівка,   — невідомо) — українська радянська діячка, селянка. Депутат Верховної Ради УРСР 1-го скликання.